# 168
| [ Edytuj tabelę ] |                                                   |
| Cesarz Chin       | - 146 Han Huandi 168 - 168 Han Lingdi 189         |
| Władca Korei      | - 165 Sindae 179                                  |
| Papież            | - 166 Soter 175                                   |
| Król Partów       | - 147 Wologazes IV 191                            |
| Cesarz Rzymu      | - 161 Marek Aureliusz 180 - 161 Lucjusz Werus 169 |

Rok 168 / CLXVIII
stulecia: I wiek ~
II wiek ~
III wiek

lata: 158 «
163 «
164 «
165 «
166 «
167 «
168
» 169
» 170
» 171
» 172
» 173
» 178

## Wydarzenia
Azja
- 25 stycznia – wobec śmierci cesarza Han Huandi i małoletności Han Lingdi regencja cesarzowej Dou Miao i jej ojca Dou Wu.
- 24 października – pucz pałacowy w Chinach, frakcja eunuchów obaliła regenta Dou Wu.

## Zmarli
- 25 stycznia – Han Huandi, cesarz Chin (ur. 132).
- 25 października – Dou Wu, chiński polityk.
- An Shigao, partyjski buddysta (lub 171).
- Klaudiusz Ptolemeusz, geograf (ur. 100).